# Ko Phra Thong
Ko Phra Thong (en tailandés: เกาะ พระทอง) es una isla en el distrito de Khura Buri, provincia de Phang Nga, al sur de Tailandia en el Mar de Andaman. Tiene una superficie de 88 km² y está separada del continente por un canal de 7 metros de profundidad. Se encuentra ubicada en la costa occidental de Tailandia y la localidad más cercana es la ciudad portuaria de Khura Burui, situada en la parte continental a unos 10 km al este.
Koh Phra Thong es el eslabón intermedio en una cadena de tres islas. Es en gran parte plana, con grandes extensiones de sabana interior. Desde hace mucho tiempo sus deshabitadas playas, están bordeadas de cocoteros.
La isla es parte del parque nacional Mu Koh Ra - Koh Phra Thong, creado en 2001.